# 梅尼爾蒙唐聖母堂

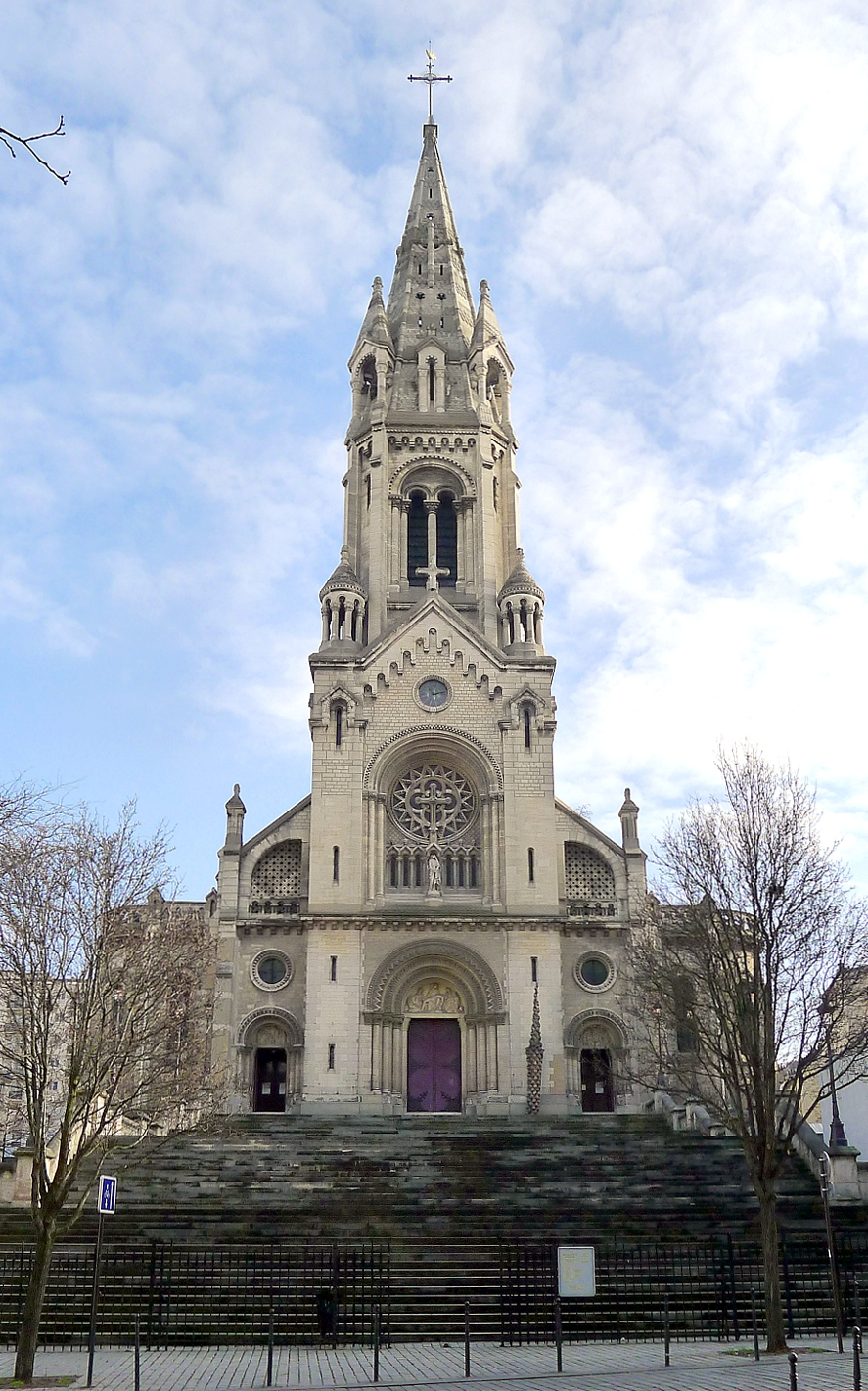

梅尼爾蒙唐聖母堂（Notre-Dame-de-la-Croix de Ménilmontant）是法國首都巴黎的一座羅馬天主教教堂，位於巴黎二十區梅尼爾蒙唐。這座教堂竣工於1880年。教堂的管風琴製作於1872年至1874年。